# Detlef Bierstedt

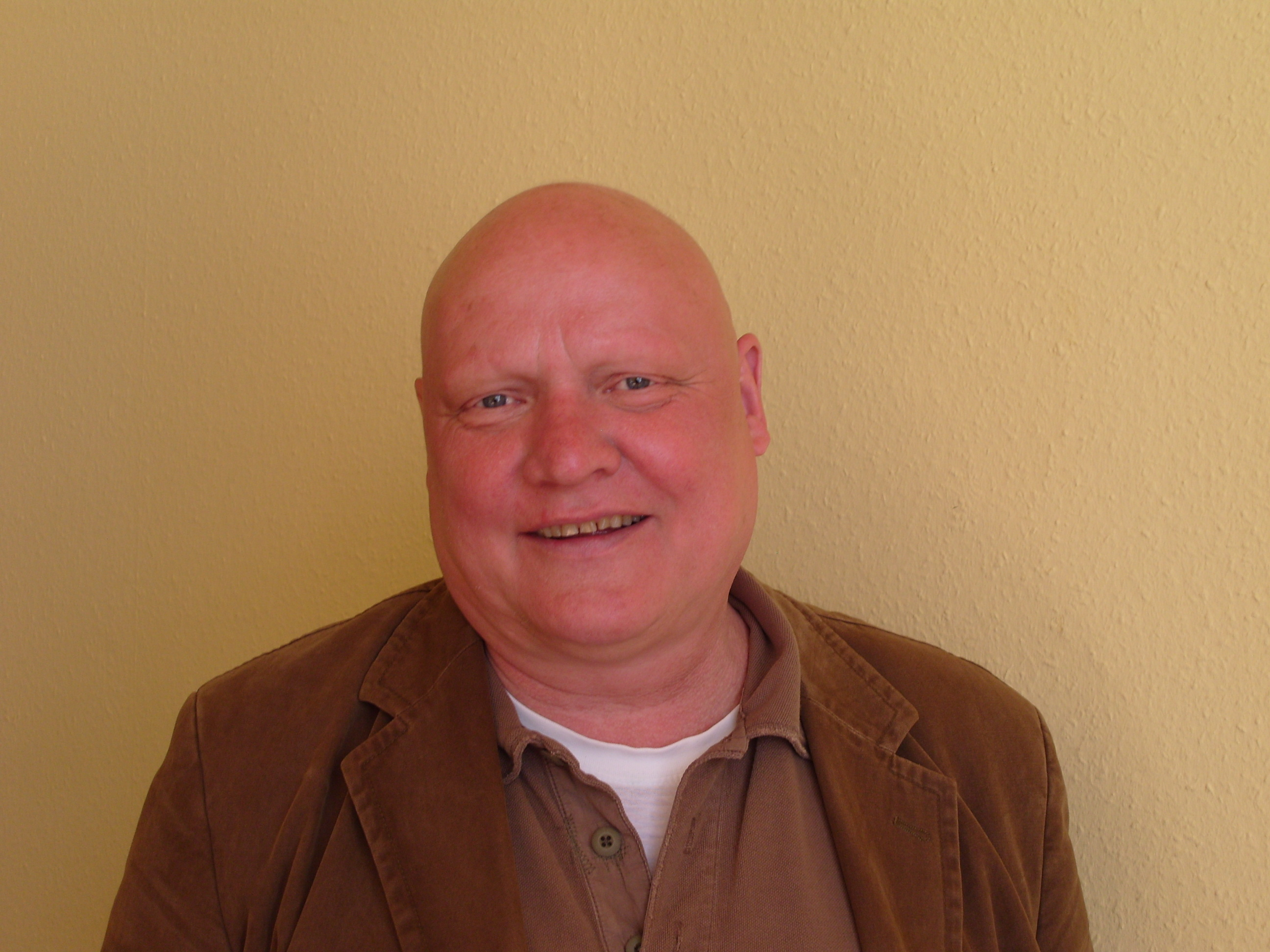
Detlef Bierstedt (April 2008)

Detlef Bierstedt (* 10. Juni 1952 in Ost-Berlin) ist ein deutscher Schauspieler, Hörspiel- und Hörbuchsprecher sowie ehemaliger Synchronsprecher. Seine Stimme ist vor allem durch zahlreiche Synchronisationen der Schauspieler George Clooney, Bill Pullman, John C. Reilly, Stellan Skarsgård, John Carroll Lynch, Michael McGrady und Jonathan Frakes bekannt. Zudem synchronisierte er auch gelegentlich Jason Alexander und Robert Englund.
Er ist der Vater von Marie Bierstedt, welche ebenfalls als Hörbuch-Hörspiel- und Synchronsprecherin tätig ist.

## Leben und Wirken

### Theater, Film und Fernsehen
Detlef Bierstedt absolvierte von 1973 bis 1976 eine Schauspielausbildung an der Hochschule für Schauspielkunst „Ernst Busch“ in Ost-Berlin und erhielt sein erstes Bühnenengagement am Hans Otto Theater in Potsdam. Es folgten weitere Engagements an den Staatlichen Schauspielbühnen Berlins, darunter Auftritte an der Tribüne und am Renaissance-Theater. Darüber hinaus verkörperte Bierstedt diverse Nebenrollen in DEFA- und DFF-Filmen.
Seiner Übersiedlung nach Westdeutschland im Jahr 1985 folgten überwiegend Gastrollen in Fernsehserien. Er spielte unter anderem in Drei Damen vom Grill die wiederkehrende Rolle des Brinkmann jr. sowie in Edel & Starck, Alarm für Cobra 11 – Die Autobahnpolizei, Praxis Bülowbogen, Der Hausgeist, Klinikum Berlin Mitte – Leben in Bereitschaft und Peter Strohm. Anfang 2010 übernahm er die Rolle des Kimmo Kankunnen in Anna und die Liebe. In der Fernsehserie Babylon Berlin, die seit 2017 ausgestrahlt wird, verkörpert er den Berliner Oberbürgermeister Gustav Böß.

### Synchronisation
Bekanntheit erreichte Bierstedt vor allem durch seine Filmsynchronisationarbeit. Seit 1978 kam er in über tausend Produktionen als Sprecher zum Einsatz. Neben Martin Umbach wird Bierstedt wiederkehrend mit der Stimme von George Clooney besetzt, darunter in allen Folgen der Krankenhausserie Emergency Room – Die Notaufnahme (1995–2009) oder in Kinoproduktionen wie Batman & Robin (1997), Projekt: Peacemaker (1997), Der schmale Grat (1998) und O Brother, Where Art Thou? – Eine Mississippi-Odyssee (2000).
Darüber hinaus leiht er seine Stimme prominenten Kollegen, wie Bill Pullman (unter anderem Casper und Independence Day), John C. Reilly (unter anderem Gangs of New York und Aviator) oder Robert Englund in Teil 1, 4 und 5 der Nightmare-Reihe sowie in deren Ableger Freddy vs. Jason.
Ferner ist Bierstedt in zahlreichen Serienhauptrollen zu hören, darunter für Jonathan Frakes als Commander Riker in Raumschiff Enterprise – Das nächste Jahrhundert und Star Trek: Picard sowie in X-Factor: Das Unfassbare, für Richard Biggs als Dr. Stephen Franklin in Babylon 5, für Jason Alexander als George Costanza in Seinfeld (1995–2000), für Stephen Collins als Eric Camden in Eine himmlische Familie, für Skipp Sudduth als John Sullivan in Third Watch – Einsatz am Limit, für Chi McBride als Steven Harper in Boston Public, für Mark Addy als Bill Miller in Still Standing und für Peter Stormare in der Rolle des John Abruzzi in Prison Break. Zudem leiht er CIA-Agent und Familienvater Stanley „Stan“ Smith in der Zeichentrickserie American Dad sowie Yusaku Kudo in Detektiv Conan seine Stimme. Des Weiteren sprach Bierstedt den „Schöpfer“ in dem Spiel Professor Layton vs. Phoenix Wright: Ace Attorney für den Nintendo 3DS, welches im März 2014 erschienen ist. 2016 übernahm er die Stimme von Simon Brezhnev in der Animeserie Durarara!! (Drrr!!). Für die Rolle des Rowland Hill lieh er 2016 dem britischen Schauspieler Ben Abell seine deutsche Stimme in Victoria. Zuletzt synchronisierte er die Rolle von Stellan Skarsgård als Bill Anderson in dem britisch-US-amerikanisches Filmmusical Mamma Mia! Here We Go Again (2018). Zudem synchronisierte er Skarsgård in den Filmen Thor, Thor – The Dark Kingdom, Marvel’s The Avengers, Avengers: Age of Ultron und Dune: Part One.
In der Animeserie Fullmetal Alchemist, sowie in Fullmetal Alchemist – Der Film: Der Eroberer von Shamballa war Bierstedt neben seiner Tochter Marie zu hören, wobei er die Rolle des Alex Louis Armstrong auch in Fullmetal Alchemist: Brotherhood synchronisierte. Ebenfalls sprach er Vincent D’Onofrio als Wilson Fisk / Kingpin in den Serien Marvel’s Daredevil (2015–2018) und Hawkeye (2021).
2022 gab Bierstedt im Interview mit dem Youtube-Kanal Massengeschmack-TV bekannt, dass er aus Zeit- und Stressgründen seine Synchronkarriere zugunsten seiner Hörbuch-Arbeit aufgegeben habe.

### Hörproduktionen
Neben seiner Tätigkeit im Synchronatelier arbeitet Detlef Bierstedt auch als Sprecher für Hörspiele, Hörbücher, Dokumentationen und Werbespots. Fans der Hörspielreihe Die drei ??? kennen seine Stimme aus den Folgen 118 Das düstere Vermächtnis und 165 Im Schatten des Giganten sowie aus der Live-Inszenierung der Debütfolge Der Superpapagei anlässlich des 25-jährigen Jubiläums der Hörspielreihe, im Rahmen derer er 2004 in der Hamburger Color Line Arena in mehreren Rollen als Gastsprecher auftrat. Von 2000 bis 2024 lieh Bierstedt dem Journalisten Bill Conolly in der Neuauflage von Geisterjäger John Sinclair seine Stimme; seit 2005 ist er neben seiner ebenfalls im Synchron- und Hörspielgewerbe tätigen Tochter Marie Bierstedt in einer Festrolle in der Mystery-Hörspielserie Offenbarung 23 zu hören. In der Sherlock-Holmes-Reihe der Titania Medien übernahm er die Rolle des Dr. Watson. Im Jahr 2006 trat Bierstedt neben Kollegen wie Torsten Michaelis, David Nathan und Oliver Rohrbeck in einer inszenierten Lesung der von Lauscherlounge Records produzierten Hörspielfassung zu Bram Stokers Romanklassiker Dracula in Berlin, Hamburg und Essen auf.
Als Hörbuchinterpret vertonte Bierstedt unter anderem mehrere Romane von Dick Francis, Wolf Serno und Rebecca Gablé, darunter Der König der purpurnen Stadt, Das zweite Königreich und Das Spiel der Könige, sowie Diabolus von Dan Brown. Weitere umfangreiche Lesungen von ihm sind die Pendergast-Reihe von Douglas Preston & Lincoln Child ab Band 5, die 9 Bände der Fantasyromanreihe Die Feuerreiter Seiner Majestät von Naomi Novik, die Zyklen Hyperion/Endymion und Ilium/Olympos und weitere Romane von Dan Simmons, alle (oder fast alle) bisherigen Hörbücher von Brandon Sanderson (9 Bände, außer dem von R. Jordan übernommenen Rad-der-Zeit-Abschluss), Neal Stephenson (5 Romane, Gesamtspieldauer 172 Stunden!), Bernhard Hennens Drachenelfen-Zyklus ab Teil 2, Harlan Coben (16 Bände + 11 gekürzte Fassungen, Bierstedts liebste eigene Hörbücher), Glenn Meade (5 ungekürzte), Alex Berg (6 Romane), Alex Berenson und Stuart MacBride, sowie Metro 2033/Metro 2034 von Dmitry Glukhovsky. In der gleichnamigen Computerspiel-Adaptation übernahm er zudem die Vertonung der Hauptfigur Artjom. Seine Stimme lieh er außerdem Dr. Nathan Gould, einer der Protagonisten im Videospiel Crysis 2 (2011). Von Dan Simmons las Bierstedt 2009 den historischen Roman Drood. Die über 29 Stunden dauernde Lesung lag in ungekürzter Fassung nur als Download bei Audible vor.

### Hörbücher (Auszug)
- 2009: Metro 2033 von Dmitry Glukhovsky, DAV, ISBN 978-3-89813-852-9.
- 2009: Metro 2034 von Dmitry Glukhovsky, DAV, ISBN 978-3-89813-886-4.
- 2009: Diabolus von Dan Brown. (DE: Platin (Hörbuch-Award))[5]
- 2009: Das verlorene Symbol von Dan Brown (DE: Gold (Hörbuch-Award))
- 2012: Die kleine Souvenirverkäuferin von François Lelord, OSTERWOLDaudio, Hörbuch Hamburg, ISBN 978-3-86952-108-4.
- 2012: Unter Feinden von Georg M. Oswald, Hörbuch Hamburg, ISBN 978-3-86952-120-6.
- 2012: Operation Romanow von Glenn Meade, Lübbe Audio Köln, ungekürzt 6 CDs 1052 Min., ISBN 978-3-7857-4539-7.
- 2012: Projekt Wintermond von Glenn Meade, Audible GmbH, MP3-Download, ungekürzt 717 Min.
- 2013: Sturmklänge von Brandon Sanderson, Random House Audio, ISBN 978-3-8371-2129-2.
- 2014: Solaris von Stanisław Lem, Hörbuch Hamburg, ISBN 978-3-89903-913-9.
- 2015: Mädchenjäger von Paul Finch, OSTERWOLDaudio, ISBN 978-3-86952-263-0.
- 2015: Rattenfänger von Paul Finch, OSTERWOLDaudio, ISBN 978-3-86952-264-7.
- 2020: Das Lied des Wolfes – Rabenklinge von Anthony Ryan, Random House Audio (Hörbuch-Download), ISBN 978-3-8371-5348-4
- 2020: Was macht der Mann da unterm Baum?: Immer wieder Weihnachten mit der buckligen Verwandtschaft, Argon Verlag, ISBN 978-3-8398-1822-0

Bisher sind acht Teile der Sturmlicht-Chroniken und sieben Teile der Mistborn-Reihe (deutscher Titel: Die Nebelgeborenen) auf Deutsch bei Audible/Random House Audio erschienen. Es handelt sich dabei um vollständige Lesungen der deutschen Bücher.
- Kinder des Nebels (Mistborn 1)
- Krieger des Feuers (Mistborn 2)
- Herrscher des Lichts (Mistborn 3)
- Jäger der Macht (Mistborn 4)
- Schatten über Elantel (Mistborn 5)
- Die Bänder der Trauer (Mistborn 6)
- Metall der Götter (Mistborn 7)

- Der Weg der Könige (Die Sturmlicht-Chroniken 1)
- Der Pfad der Winde (Die Sturmlicht-Chroniken 2)
- Die Worte des Lichts (Die Sturmlicht-Chroniken 3)
- Die Stürme des Zorns (Die Sturmlicht-Chroniken 4)
- Der Ruf der Klingen (Die Sturmlicht-Chroniken 5)
- Die Splitter der Macht (Die Sturmlicht-Chroniken 6)
- Der Rhythmus des Krieges (Die Sturmlicht-Chroniken 7)
- Der Turm der Lichter (Die Sturmlicht-Chroniken 8)

## Hörspiele & Hörbücher (Auswahl)
Bierstedt ist im Laufe seiner Karriere bereits für mehrere Verlage tätig gewesen, so etwa für Random House Audio, der Audio Verlag, Argon Verlag, Audible, Hörbuch Hamburg & Lübbe Audio.
- 1982: E. T. A. Hoffmann: Wenn man einen Nußknacker liebt (Fritz) – Regie: Christa Kowalski (Kinderhörspiel – Rundfunk der DDR)
- 1983: Werner Heiduczek: Jana und der kleine Stern (Kosmonaut) – Regie: Uwe Haacke (Kinderhörspiel – Rundfunk der DDR)
- 1993: Mario Göpfert: Die Mondblume – Regie: Peter Groeger (DS Kultur)
- seit 2004: Arthur Conan Doyle: Sherlock Holmes (Hörspielserie unter dem Titel ‘Krimi-Klassiker’ gestartet) – Regie: Marc Gruppe (Titania Medien)
- 2006–2007 (Komplett Veröffentlichung 2007): Star Wars: Labyrinth des Bösen (Hörspiel, nach dem gleichnamigen Roman von James Luceno) als Travale, - ISBN 978-3-8291-2087-6 – Buch und Regie Oliver Döring
- 2007: Harlan Coben: Kein Sterbenswort (Audible)
- 2008: Harlan Coben: Keine zweite Chance (Audible)
- 2008: Harlan Coben: Kein Friede den Toten (Audible)
- 2008: Dan Simmons: Hyperion & Endymion 1 (Hörbuch, Audible)
- 2009: Star Trek Titan: Eine neue Ära (Audible)
- 2009: Lady Bedfort: Lady Bedfort und der Weihnachtserpresser als Robert Doman
- 2010: Neal Stephenson: Diamond Age: Die Grenzwelt (Audible)
- 2010: Neal Stephenson: Snow Crash (Audible)
- 2010: Star Trek Titan: Der rote König (Audible)
- 2010: Star Trek Titan: Die Hunde des Orion (Audible)
- 2010: Star Trek Titan: Schwert des Damokles (Audible)
- 2011: Wolfram Fleischhauer: Torso (Audible)
- 2012: Star Trek Titan: Stürmische See (Audible)
- 2012: Star Trek Titan: Synthese (Audible)
- 2012: Glenn Meade: Operation Schneewolf (Audible)
- 2012: Neal Stephenson: Error (Audible)
- 2013: Harlan Coben: Das Grab im Wald (Audible)
- 2013: Harlan Coben: In seinen Händen
- 2014: Star Trek Titan: Gefallene Götter (Audible)
- 2014: Pierre Boulle: Planet der Affen (Hörbuch, Audible exklusiv)
- 2014: Harlan Coben: Ich finde dich
- 2016: Harlan Coben: Ich schweige für dich
- 2016: Ivar Leon Menger, Anette Strohmeyer, Raimon Weber: Monster 1983: Die komplette 2. Staffel (Hörspiel, Lübbe Audio & Audible als David)
- 2017: Star Trek Titan: Aus der Dunkelheit (Audible)
- 2018: Harlan Coben: In deinem Namen
- 2019: Death Note – Die komplette Hörspielreihe (nach der Mangaserie von Tsugumi Ōba und Takeshi Obata), Lübbe Audio (Download, Folge 3), ISBN 978-3-8387-9298-9
- 2020: Markus Winter: Howard Phillips Lovecraft – Chroniken des Grauens als Reihen-Off-Sprecher
- 2021: Bernhard Hennen & Robert Corvus: Die Phileasson-Saga – Nordwärts (Hörbuch-Download), Audible Studios
- 2021: Brandon Sanderson: Der Turm der Lichter (Hörbuch, Die Sturmlicht-Chroniken 9), Random House Audio/Audible Studios
- 2021: Douglas Preston & Lincoln Child: Bloodless – Grab des Verderbens (Aloysius Pendergast Reihe), Argon Verlag, ISBN 978-3-7324-5704-5 (Hörbuch-Download)
- 2022: Chris Karlden: Der Tränenjäger (Speer und Bogner 4), Audible Studios (Hörbuch)
- 2022: Mac P. Lorne: Der Herzog von Aquitanien, Audio-To-Go Publishing Ltd. & Audible (Hörbuch)
- 2022: Matthias Arnold: Leo und die Abenteuermaschine Folge 20 als Quintus
- 2023: David Mack: Star Trek Titan: Kriegsglück (Audible-Hörbuch)
- 2023: Anthony Ryan: Der Paria (Hörbuch-Download), Random House Audio, ISBN 978-3-8371-6483-1
- 2024: Brandon Sanderson: Das Herz der Sonne (Hörbuch-Download), Random House Audio, ISBN 978-3-8371-6539-5
- 2024: Michael Caine: Deadly Game - Die Abrechnung, Random House Audio, ISBN 978-3-8371-6895-2
- 2025: Anthony Ryan: Der Verräter (Hörbuch-Download), Random House Audio, ISBN 978-3-8371-6485-5 (Der stählerne Bund 3)
- 2025: Brandon Sanderson: Winde und Wahrheit, Random House Audio, ISBN 978-3-8371-6950-8 (Hörbuch-Download, Die Sturmlicht-Chroniken 11)

## Filmografie (Auswahl)
- 1978: Ursula (TV)
- 1979: Chiffriert an Chef – Ausfall Nr. 5
- 1979: Lachtauben weinen nicht
- 1979: Hochzeit in Weltzow (Fernsehfilm)
- 1979: Des Henkers Bruder
- 1980: Archiv des Todes (TV)
- 1980: Die Verlobte
- 1980: Der lange Ritt zur Schule
- 1982: Dein unbekannter Bruder
- 1982: Der Staatsanwalt hat das Wort: Ich bin Joop van der Dalen (Fernsehreihe)
- 1982: Soviel Wind und keine Segel (Fernsehfilm)
- 1983: Olle Henry
- 1983: Es geht einer vor die Hunde (Fernsehfilm)
- 1983: Das Luftschiff
- 1983: Zille und ick
- 1984: Front ohne Gnade (Fernsehserie)
- 1985: Drei Damen vom Grill (Fernsehserie)
- 1986: Was zu beweisen war
- 1987: Käthe Kollwitz – Bilder eines Lebens
- 1989: Die Senkrechtstarter
- 1990: Der doppelte Nötzli
- 1992: Haus am See
- 1994: Polizeiruf 110: Totes Gleis (Fernsehreihe)
- 1994: Wolffs Revier – Mein Vater baut die Bombe (Fernsehserie)
- 1998: Hallo, Onkel Doc! – Terror an der Schule (Fernsehserie)
- 1998: Alarm für Cobra 11 – Die Autobahnpolizei: Zwischen den Fronten (Fernsehserie)
- 2001: Tatort: Trübe Wasser (Fernsehreihe)
- 2002: Im Visier der Zivilfahnder – Terror Inc. (Fernsehserie)
- 2003: Das verräterische Herz
- 2003: Tatort: Rosenholz
- 2003: Rosa Roth – Die Gedanken sind frei (Fernsehserie)
- 2004: Der Mann mit dem weißen Bart
- 2004: Schöne Witwen küssen besser
- 2005: Tatort: Atemnot
- 2005: Schnauze voll
- 2007: Der Dicke (Fernsehserie, Episode Tisch und Bett)
- 2009: Notruf Hafenkante – Harte Jungs (Fernsehserie)
- 2010: Anna und die Liebe (Fernsehserie)
- 2011: Beate Uhse – Das Recht auf Liebe
- 2014: SOKO Wismar – Platzpatronen
- 2017: Babylon Berlin (Fernsehserie, 3 Folgen)
- 2017: Beutolomäus und der wahre Weihnachtsmann (Fernsehserie, 3 Folgen)

## Sprechrollen (Auswahl)
George Clooney
- 1994–2009: Emergency Room – Die Notaufnahme (Fernsehserie) als Dr. Douglas Ross
- 1995: Friends (Fernsehserie) als Dr. Michael Mitchell
- 1996: Tage wie dieser als Jack Taylor
- 1997: Batman & Robin als Bruce Wayne / Batman
- 1997: Projekt: Peacemaker als Lt. Col. Thomas Devoe
- 1998: Out of Sight als Jack Foley
- 1998: Der schmale Grat als Captain Charles Bosche
- 1999: Three Kings – Es ist schön König zu sein als Maj. Archie Gates
- 2000: Fail Safe – Befehl ohne Ausweg als Col. Jack Grady
- 2000: O Brother, Where Art Thou? – Eine Mississippi-Odyssee als Ulysses Everett McGill
- 2000: Der Sturm als Captain Billy Tyne
- 2001: Spy Kids als Devlin
- 2002: Safecrackers oder Diebe haben’s schwer als Jerzy Antwerp
- 2002: Spy Kids 2 – Die Rückkehr der Superspione als Devlin
- 2003: Ein (un)möglicher Härtefall als Miles Massey
- 2003: Mission 3D als Devlin
- 2005: Good Night, and Good Luck als Fred W. Friendly
- 2007: Michael Clayton als Michael Clayton
- 2008: Burn After Reading – Wer verbrennt sich hier die Finger? als Harry Pfarrer
- 2008: Ein verlockendes Spiel als Jimmy Connelly
- 2009: Männer, die auf Ziegen starren als Lyn Cassady
- 2009: Up in the Air als Ryan Bingham
- 2010: The American als Jack / Edward
- 2011: The Descendants – Familie und andere Angelegenheiten als Matt King
- 2011: The Ides of March – Tage des Verrats als Mike Morris
- 2013: Gravity als Matt Kowalski
- 2014: Monuments Men – Ungewöhnliche Helden als Lt. Frank Stokes
- 2015: A World Beyond als Frank Walker
- 2016: Hail, Caesar! als Baird Whitlock
- 2016: Money Monster als Lee Gates
- 2019: Catch-22 (Fernsehserie) als Scheisskopf
- 2020: The Midnight Sky als Augustine Lofthous

Jonathan Frakes
- 1987–1994: Raumschiff Enterprise – Das nächste Jahrhundert (Fernsehserie) als Commander William Riker (2. Synchro TV)
- 1994: Star Trek: Treffen der Generationen als Commander William Riker
- 1994: Star Trek: Deep Space Nine (Fernsehserie) als Lt. Thomas Riker (Folge 3x09 „Defiant“)
- 1995: Cybill (Fernsehserie) als Jonathan Frakes (Folge 1x05 „Ein Tick mit Schuhen“)
- 1996: Star Trek: Raumschiff Voyager (Fernsehserie) als Commander William Riker (Folge 2x18 „Todessehnsucht“)
- 1998, 2002, 2021: X-Factor: Das Unfassbare (Fernsehserie) als Jonathan Frakes (Moderation)
- 1999: Roswell (Fernsehserie) als Festival-Moderator (Folge 1x01 „Das Geheimnis“)
- 2005: Star Trek: Enterprise (Fernsehserie) als Commander William Riker (Folge 4x22 „Dies sind die Abenteuer“)
- 2010: Navy CIS: L.A. (Fernsehserie) als Navy Commander Dr. Stanfill (Folge 2x11 „Geheimes Wissen“)
- 2019: How to Sell Drugs Online (Fast) (Comedyserie) als Jonathan Frakes (Folge 1x02 „Life’s Not Fair, Get Used to It“)
- 2020–2021: Star Trek: Lower Decks (Fernsehserie) als Captain William Riker
- 2020: Star Trek: Picard (Fernsehserie) als William T. Riker
- 2022: Catwoman: Hunted als King Faraday / Boss Moxie

Robert Englund
- 1984: Nightmare – Mörderische Träume als Freddy Krueger
- 1988: Nightmare on Elm Street 4 als Freddy Krueger
- 1989: Nightmare on Elm Street 5 – Das Trauma als Freddy Krueger
- 1990: Ford Fairlane – Rock ’n’ Roll Detective als Smiley
- 2003: Freddy vs. Jason als Freddy Krueger
- 2005: Masters of Horror (Fernsehserie) als The MC (Folge 1x03 „Dance of the Dead“)
- 2007: Black Swarm als Eli Giles
- 2010: Bones – Die Knochenjägerin (Fernsehserie) als Ray Buxley (Folge 5x17 „Die Klasse von 1994“)
- 2010: Chuck (Fernsehserie) als Dr. Stanley Wheelwright (Folge 4x06 „Chuck gegen den Tunnel des Schreckens“)
- 2012: Strippers vs Werewolves als Tapper
- 2014: Teenage Mutant Ninja Turtles (Fernsehserie) als Grusel Biber (Folge 3x05 „Alles nur geträumt“)
- 2016: The Midnight Man als Dr. Harding
- 2018: Die Goldbergs (Fernsehserie) als Freddy Krueger (Folge 6x05 „Die besseren Eltern“)
- 2022: Choose or Die als Robert Englund

Bill Pullman
- 1992: Singles – Gemeinsam einsam als Dr. Jeffrey Jamison
- 1993: Sommersby als Orin Meecham
- 1994: Wyatt Earp – Das Leben einer Legende als Ed Masterson
- 1995: Casper als Dr. James Harvey
- 1996: Independence Day als Präsident Thomas J. Whitmore
- 1996: Mr. Wrong – Der Traummann wird zum Alptraum als Whitman Crawford
- 1996: Trial – Ein Bulle schlägt zurück als Steve Donohue
- 1997: Am Ende der Gewalt als Mike Max
- 1997: Lost Highway als Fred Madison
- 1999: Brokedown Palace als Hank Greene
- 1999: Lake Placid als Jack Wells, Forstaufsicht (1. Synchro)
- 2000: Land der Gesetzlosen als Gesetzloser
- 2000: Lucky Numbers als Detective Pat Lakewood
- 2000: Titan A.E. als Captain Joseph Korso
- 2001: Ignition – Tödliche Zündung als Conor Gallagher
- 2002: Igby als Jason Slocumb
- 2004: Der Fluch – The Grudge als Peter Kirk
- 2005: Dear Wendy als Krugsby
- 2005: Revelations – Die Offenbarung (Fernsehserie) als Dr. Richard Massey
- 2006: Alien Autopsy – Das All zu Gast bei Freunden als Morgan Banner
- 2006: Scary Movie 4 als Henry Hale
- 2007: You Kill Me als Dave
- 2008: Bottle Shock als Jim Barrett (2. Synchro TV 2012)
- 2008: Law & Order: Special Victims Unit (Fernsehserie) als Kurt Moss (Folge 9x16 „Doppelleben“)
- 2008: Unter Kontrolle als Sam Hallaway
- 2010: The Killer Inside Me als Billy Boy Walker
- 2010: Peacock als Edmund French
- 2010: Rio für Anfänger als William
- 2011: Torchwood (Fernsehserie) als Oswald Danes
- 2011: Ein fast perfektes Verbrechen als Walt
- 2011: Der letzte Beweis als Rusty Sabich
- 2011: Too Big to Fail – Die große Krise als James Dimon
- 2012–2013: 1600 Penn (Fernsehserie) als Präsident Dale Gilchrist
- 2012: Lola gegen den Rest der Welt als Lenny
- 2013: May und die Liebe als Edward
- 2014: Anarchie als Sicilius Leonatus
- 2014: The Equalizer als Brian Plummer
- 2014: Red Sky als John Webster
- 2015: American Ultra als Raymond Krueger
- 2016: Independence Day: Wiederkehr als Thomas J. Whitmore
- 2016: LBJ – John F. Kennedys Erbe als Senator Ralph Yarborough (Synchro 2018)
- 2016: Schwieger-Brüder als Jerry Turley (Synchro 2018)
- 2017: The Ballad of Lefty Brown als Lefty Brown
- 2017: Battle of the Sexes – Gegen jede Regel als Jack Kramer
- 2017: Trouble als Ben
- 2018: The Equalizer 2 als Brian Plummer
- 2019: Vergiftete Wahrheit als Harry Dietzler
- 2020: The High Note als Max
- 2021: Halston (Fernsehserie) als David Mahoney

Jason Alexander
- 1990–1998: Seinfeld (Fernsehserie) als George Costanza
- 1999: Star Trek: Raumschiff Voyager (Fernsehserie) als Kurros (Folge 5x20 „Die Denkfabrik“)
- 2000: Die Abenteuer von Rocky & Bullwinkle als Boris Badenov
- 2001: Schwer verliebt als Mauricio Wilson
- 2003: Malcolm mittendrin (Fernsehserie) als Leonard (Folge 4x19 „Das Schachduell“)
- 2005: Monk (Fernsehserie) als Privatdetektiv Marty Eels (Folge 4x01 „Mr. Monk bekommt Konkurrenz“)
- 2006: The Roast of William Shatner als Jason Alexander
- 2006–2007: Alle hassen Chris (Fernsehserie) als Rektor Edwards
- 2008: The New Adventures of Old Christine (Fernsehserie) als Dr. Palmer (Folge 3x10 „One and a Half Men“)
- 2009: Hachiko – Eine wunderbare Freundschaft als Carl
- 2009: Meteoriten – Apokalypse aus dem All (TV-Mehrteiler) als Dr. Chetwyn
- 2011: Franklin & Bash (Fernsehserie) als Carter Lang (Folge 1x06 „Ein großer Fang“)
- 2012: Two and a Half Men (Fernsehserie) als Dr. Goodman (Folge 9x23 „Alle lieben Alan“)
- 2019: The Marvelous Mrs. Maisel (Fernsehserie) als Asher Friedman (Folgen 3x06 und 3x07)

Stellan Skarsgård
- 1996: Breaking the Waves als Jan Nyman
- 2004: Exorzist: Der Anfang als Pater Lankester Merrin
- 2005: Dominion: Exorzist – Der Anfang des Bösen als Pater Lankester Merrin
- 2006: Goyas Geister als Francisco de Goya
- 2008: Mamma Mia! als Bill Anderson
- 2009: Metropia als Ralph Parker (Synchro 2012)
- 2010: Frankie & Alice als Oz (Synchro 2014)
- 2010: King of Devil’s Island als Direktor Håkon
- 2011: Melancholia als Jack
- 2011: Thor als Dr. Erik Selvig
- 2011: Verblendung als Martin Vanger
- 2012: Marvel’s The Avengers als Dr. Erik Selvig
- 2013: Die Liebe seines Lebens als Finlay
- 2013: Nymphomaniac als Seligman
- 2013: Romeo & Julia als Prinz von Verona
- 2013: Thor – The Dark Kingdom als Dr. Erik Selvig
- 2015: Avengers: Age of Ultron als Dr. Erik Selvig
- 2015: Cinderella als Großherzog
- 2015: River (Fernsehserie) als John River
- 2016: Verräter wie wir als Dima
- 2017: Borg/McEnroe als Lennart Bergelin
- 2018: Mamma Mia! Here We Go Again als Bill Anderson
- 2018: The Man Who Killed Don Quixote als Der Boss
- 2019: Chernobyl (Fernsehserie) als Boris Schtscherbina
- 2020: Die Simpsons (Fernsehserie) als Stellan Skarsgård (Folge 32x06 „Podcast News“)
- 2021: Dune als Baron Harkonnen

John C. Reilly
- 1994: Am wilden Fluß als Terry
- 1999: Magnolia als Jim Kurring
- 1999: Ungeküsst als Augustus Strauss
- 2001: Beziehungen und andere Katastrophen als Mac Forsyth
- 2002: Gangs of New York als Happy Jack
- 2002: The Hours – Von Ewigkeit zu Ewigkeit als Dan Brown
- 2004: Aviator als Noah Dietrich
- 2004: Gauner unter sich als Richard Gaddis
- 2005: Dark Water – Dunkle Wasser als Mr. Murray
- 2006: Robert Altman’s Last Radio Show als Lefty
- 2007: Das Jahr des Hundes als Al
- 2007: Walk Hard: Die Dewey Cox Story als Dewey Cox
- 2008: Stiefbrüder als Dale Doback
- 2008: Topjob – Showdown im Supermarkt als Richard Wehlner
- 2009: Mitternachtszirkus – Willkommen in der Welt der Vampire als Larten Crepsley
- 2010: Cyrus als John Kilpatrick
- 2010: Der letzte Gentleman als Gershon Gruen
- 2011: We Need to Talk About Kevin als Franklin
- 2011: Willkommen in Cedar Rapids als Dean Ziegler
- 2012: Der Diktator als Mr. Clayton
- 2014: Life After Beth als Maury Slocum
- 2015: The Lobster als lispelnder Mann
- 2015: Das Märchen der Märchen als König von Longtrellis
- 2017: Kong: Skull Island als Hank Marlow
- 2017: The Little Hours als Pater Tommasso
- 2018: Holmes & Watson als Dr. John Watson
- 2018: The Sisters Brothers als Eli Sisters
- 2018: Stan & Ollie als Oliver Hardy
- 2022: Winning Time: Aufstieg der Lakers-Dynastie (Fernsehserie) als Jerry Buss

### Filme
- 1988: Für Matt Landers in Stirb langsam als Captain Mitchell
- 1990: Für Bob Braun in Stirb langsam 2 als Reporter Leonard Adkins
- 1995: Für Coen van Vrijberghe de Coningh in Flodders Forever als Johnnie Flodder
- 2001: Für Julio Oscar Mechoso in Jurassic Park III als Enrique Cardaso
- 2001: Jimmy Neutron – Der mutige Erfinder
- 2002: Für Alan Tudyk in Ice Age als Lenny
- 2002: Für Ronald William Lawrence in The Ring als Library Clerk
- 2003: Für Douglas McFerran in Johnny English – Der Spion, der es versiebte als Carlos Vendetta
- 2003: Für Jonathan Loughran in Die Wutprobe als Nate
- 2003: Für Ty Olsson in X-Men 2 als Wachmann Mitchell Laurio
- 2004: Für Jack Laufer in The Day After Tomorrow als Jeff Baffin
- 2004: Für Brent Briscoe in Spider-Man 2 als Penner
- 2004: Für Robert Torti in Der SpongeBob Schwammkopf Film als Tankwart
- 2008: Despereaux – Der kleine Mäuseheld
- 2009: Für Kevin Wiggins in Terminator: Die Erlösung als General Olsen
- 2009: Für Kevin Durand in X-Men Origins: Wolverine als Frederick J. Dukes / The Blob
- 2011: Für Lester Speight in Transformers 3 als Eddie
- 2014: Two Films About Loneliness
- 2015: Für John Carroll Lynch in Ted 2 als Tom Jessup
- 2016: Für Viktor Verzhbitskiy in Survival Game als Spielleiter
- 2017: Für Vincent D’Onofrio in Rings als Burke

### Serien
- 1996–2007: Für Stephen Collins in Eine himmlische Familie als Eric Camden
- 1999–2018: SpongeBob Schwammkopf als Knuddel K. Kuschel, Mr. Magic, Sergeant Sam Roderick u. a.
- 2002–2009: Monk als Joseph Wheeler, Ben Glazer, Joey Krenshaw u. a.
- 2005–2022: Für Seth MacFarlane in American Dad als Stan Smith (1. Stimme)
- 2009–2010: Für Kenji Utsumi in Fullmetal Alchemist als Alex Louis Armstrong
- 2015–2017: Für Michael Chiklis in Gotham als Captain Nathaniel Barnes
- 2016: Für Alan Mariott in Ninjago als Captain Soto (2. Stimme)
- 2016: Für Takaya Kuroda in Durarara!! als Simon Brezhnev
- 2017–2021: Für Fernando Soto in Haus des Geldes als Ángel Rubio
- Seit 2019: Für Katsuhisa Houki in Fire Force als Onyango (Episoden: 22, 24, 30)
- Seit 2019: Für Ryou Sugisaki in Sword Art Online: Alicization - War of Underworld als Golgorosso Balto (Episoden: 05–06, 10)

## Theater
- 1977: Günter Schubert: Olle Henry (Robert Sterling) – Regie: Gerd Staiger (Hans Otto Theater Potsdam)